# Про мою маму и про меня
«Про мою маму и про меня» — российский художественный фильм режиссёра Дмитрия Губарева, созданный по одноимённой пьесе 2002 года драматурга Елены Исаевой.

## Сюжет
Основа сюжета — сочинения, написанные талантливой школьницей Леной, которые и вырастают в пять постепенно усложняющихся киноновелл.
1970-е годы, Москва. История отношений мамы и дочки-подростка Лены. Мама, работающая в отделе документального кино, сквозь призму своей действительности находит общий язык с реальностью дочери-подростка, с юмором наставляя её и разъясняя жизнь на примере женских хитростей.

В центре же сюжета — 15-летняя ученица литературного кружка, по заданию педагога она описывает истории из своей жизни и жизни мамы, а заодно маминых коллег и соседей. Весь фильм, по сути, экранизация этих историй, где встречаются люди разных профессий — от строителей до режиссёров документального кино — и разных судеб — от женщин, прошедших войну, до вернувшегося из Америки бизнесмена.— Российская газета

## В ролях
- Нонна Гришаева — играет сразу три роли — маму, пожилую маму и выросшую дочь
- Екатерина Гонтаренко — Лена
- Александр Олешко
- Светлана Антонова
- Галина Петрова
- Георгий Дронов
- Юлия Франц
- Алиса Прохорова

## О фильме
В основе фильма — одноимённая пьеса 2002 года драматурга Елены Исаевой. Спектакли по пьесе уже более десяти лет шли в различных театрах, пьеса ставилась с 2015 года в МОГТЮЗе под руководством Нонны Гришаевой, которая также играла в постановке главную роль, при этом фильм (съёмки велись в Москве) отличается и от пьесы и от спектакля:

— В спектакле я играю одну роль — только маму. В спектакле невозможно было так красочно и развёрнуто показать все сцены, которые у нас присутствуют в кино.— Нонна Гришаева
11 сентября 2024 года были представлены трейлер и постер фильма, премьера состоялась 11 октября в кинотеатре  «Москино Космос», а в кинопрокат фильм вышел 17 октября.

## Фестивали
Фильм был отмечен призами на ряде кинофестивалей, в том числе:
- XXXIII кинофорум «Золотой Витязь» — Золотой диплом в номинации «Семейные ценности» в категории «Фильмы для детей и подростков».
- XIV фестиваль кино и телепрограмм для семейного просмотра «От всей души» — главных призов как «Лучший полнометражный фильм».
- XIX Международном кинофестивале «В кругу семьи» — Специальный приз жюри за актёрскую игру (Екатерина Гонтаренко).
- X фестиваль детского и семейного кино «Ноль Плюс» — приз «За тонкий юмор и достоверность в создании образов и эпохи».
- IX кинофестиваль «Отцы и Дети» — Гран-При как «Лучший игровой полнометражный фильм».

## Критика
Полный нежности, заботы, тонких шуток и обаятельной актёрской игры фильм подойдёт для семейного просмотра. Он возвращает взрослых в мир детской мечтательности, а детям показывает, как нелегка и одновременно проста жизнь — нужно только почувствовать её, смотря на всё с долей юмора и любви.— Афиша КП